# Лексика
Ле́ксика (от др.-греч. τὸ λεξικός «относящийся к слову; слово; оборот речи») — словарный состав языка, совокупность слов (точнее, лексем) того или иного языка, части языка. Лексика является центральной частью языка, именующей, формирующей и передающей знания о каких-либо объектах, явлениях. Изучением лексики занимается наука лексикология, а также семасиология и ономасиология.

## Изменения в лексике
Лексика любого живого языка находится в постоянном изменении — в язык непрерывно входят неологизмы и постепенно уходят устаревшие слова. Выделяются следующие способы пополнения лексики:
1. Словосложение — создание новых слов из уже существующих в языке компонентов: так из существовавших в русском языке основ пар и воз(ить) в XIX веке было образовано двухосновное слово паровоз, обозначавшее новое на тот момент понятие.
2. Деривация — приобретение существующими словами новых значений (см. Полисемия): так существовавшее слово ворота (проём в стене или заборе, закрываемый при помощи створов) в качестве спортивного термина приобрело новое значение (специальная конструкция на спортивной площадке, куда необходимо направить мяч или иной спортивный снаряд).
3. Конверсия — переход одних частей речи в другие без использования аффиксов: так наречие хорошо преобразовалось в существительное хорошо в значении школьной оценки.
4. Заимствования из других языков, такие слова, как компьютер (от англ. computer) или энциклопедия (от лат. encyclopaedia, которое в свою очередь произошло от др.-греч. ἐγκύκλιος παιδεία).
5. Создание аббревиатур: такие, как вуз (из высшее учебное заведение) или БРЭ (из Большая российская энциклопедия).
6. Искусственно созданные слова: например, лилипут (придумано Джонатаном Свифтом).

## Пласты лексики
Лексика каждого языка состоит из двух больших пластов: общеупотребимой лексики (понятной всем носителям этого языка, также известной как литературный язык) и специальной лексики, в которой можно выделить:
1. Профессиональную терминологическую лексику, которая используется для описания деятельности, рабочих ситуациях и явлений в определённой профессиональной сфере.
2. Социально ограниченную (социально диалектную) лексику: жаргонная лексика (арго и сленг).
3. Территориальные диалектные слова, или диалектизмы (слова, распространённые на определённой части распространённости языка).
4. Устаревшие слова: историзмы и архаизмы.

и т. д.

## Стилистическая дифференциация лексики
Стилистически лексика подразделяется на нейтральную и стилистически окрашенную. Стилистически нейтральные слова составляют бо́льшую часть лексики и могут употребляться в текстах любого стиля. Стилистически окрашенная лексика употребляется обычно лишь в определённых ситуациях, а в прочих выглядит неуместно или даже непонятно. Так, например, существует лексика, характерная для научного, разговорного, официально-делового стилей, просторечная, обсценная лексика и т. п.

## Фразеологизм
Особым пластом языка являются фразеологизмы — устойчивые словосочетания, синтаксически являющиеся единым целым, которые могут быть субстантивными (железная дорога, золотой запас), глагольными (пить горькую, шить дело) или наречными (спустя рукава, забегая вперёд). К фразеологизмам также относятся устойчивые фразы: пословицы (без труда не выловишь рыбку из пруда), поговорки и крылатые выражения, а также речевые штампы и клише.

## Лексика с точки зрения плана содержания
С точки зрения плана содержания лексика имеет следующие подразделения:
1. Знаменательные (обладающие номинативной функцией и выступающие в качестве членов предложения) и служебные (лишённые таких функций, например, предлоги, союзы, частицы, артикли и т. п.)
2. Конкретные слова (обладающие предметным значением) и абстрактные слова (обладающие обобщённым значением).
3. Синонимы — слова, звучащие по-разному, но обладающие сходным значением: например, лавка и скамья, большой и огромный.
4. Антонимы — слова, обладающие противоположными значениями: большой и маленький.
5. Гипонимы — гиперонимы — слова, лексические значения которых находятся в видо-родовом отношении: кошка → млекопитающее → животное.

## Лексика с точки зрения плана выражения
С точки зрения плана выражения в лексике можно выделить:
1. Омонимы — одинаково произносящиеся и пишущиеся, но не связанные по значению слова: коса (вид причёски), коса (сельскохозяйственный инструмент), коса (узкая полоска земли, окружённая водой).
2. Омографы — одинаково пишущиеся, но по-разному произносящиеся слова: за́мок и замо́к.
3. Омофоны — одинаково произносящиеся, но по-разному пишущиеся слова: плот и плод.
4. Омоформы — разные грамматические формы, совпадающие по произношению и написанию: мой (принадлежащий мне) и мой (повелительное наклонение от глагола мыть).
5. Паронимы — слова, схожие по внешней форме, но обладающие различными значениями: экономный, экономичный, экономический.